# Geedam
Geedam è una suddivisione dell'India, classificata come census town, di 5.899 abitanti, situata nel distretto di Dantewada, nello stato federato del Chhattisgarh. In base al numero di abitanti la città rientra nella classe V (da 5.000 a 9.999 persone).

## Geografia fisica
La città è situata a 18° 58' 37 N e 81° 24' 36 E.

## Società

### Evoluzione demografica
Al censimento del 2001 la popolazione di Geedam assommava a 5.899 persone, delle quali 3.032 maschi e 2.867 femmine. I bambini di età inferiore o uguale ai sei anni assommavano a 814, dei quali 426 maschi e 388 femmine. Infine, coloro che erano in grado di saper almeno leggere e scrivere erano 3.843, dei quali 2.237 maschi e 1.606 femmine.